# 이오안 그리고라슈
이오안 그리고라슈(루마니아어: Ioan Grigoraș, 1963년 1월 7일~)는 루마니아의 레슬링 선수이다. 1992년 하계 올림픽에서 그레코로만형 슈퍼헤비급 동메달을 획득했으며 세계 선수권 대회에서 은메달 1개, 유럽 선수권 대회에서 은메달 1개, 동메달 1개를 획득했다.